# Zamoskvoretskajalinjen
Zamoskvoretskajalinjen (russisk: Замоскворе́цкая ли́ния, russisk udtale: [zəməskvɐˈrʲɛtskəjə ˈlʲinʲɪjə]), før Gorkovsko-Zamoskvoretskaja (Го́рьковско-Замоскворе́цкая) (Linje 2), er en linje fra Moskvas metro. Den åbnede i 1938, kronologisk blev linjen den tredje i Moskvas metro. Der er 22 stationer langs Zamoskvoretskajalinjen, og den strækker sig over 39,8 km, og krydser Moskva i en nord-sydlig retning. En normal tur fra den ene ende af linjen til den anden tager 55 minutter, og togene kører med en hastighed på 42 km/t. Det meste af linjen er under jord, men enkelte steder dukker den op til overfladen eller over jordoverfladen, specielt der hvor linjen krydser Moskvafloden. Linjen indeholder mange eksempler på original Moskvas metro arkitektur, og en af stationerne siges at være den mest fotograferede af alle på hele netværket, nemlig Majakovskaja.